# Beembe (langue)
Pour les articles homonymes, voir Beembe et Bembe.
Ne doit pas être confondu avec Bembe (langue) parlée en République démocratique du Congo et Tanzanie.
Le beembe (ou bembe, kibeembe) est une langue bantoue parlée par les Beembe en République du Congo, par environ 100 000 personnes en 2007.

## Répartition et dialectes
Le beembe est parlé à Sibiti et Kingoué dans les districts de Mouyondzi et Mabgombo des départements de la Bouenza et du Pool et au nord de Brazzaville dans le département du Pool,.
Le beembe comprend les dialectes du keenge (kikeenge, kinkeenge) et du yari (kiyari).
Le beembe est parlé par des personnes de tout âge, qui utilisent également le kituba.

### Écriture
L’alphabet latin est utilisé pour l’écriture du beembe.
| a  | b  | bv | d  | dz | e  | f  | h | i | k  | l | m | mb | mf | mp | mv | n | ŋ |
| nd | ng | nk | ns | nt | ny | nz | o | p | pf | r | s | t  | ts | u  | v  | w | y |

### Grammaire
Les pronoms personnels sujets en beembe,:
| Pronoms personnels sujets en kibeembe | Traduction en français |
| ------------------------------------- | ---------------------- |
| Me                                    | Je                     |
| Ye                                    | Tu                     |
| Nde                                   | Il ou elle             |
| Beetu                                 | Nous                   |
| Beenu                                 | Vous                   |
| Bo                                    | Ils ou elles           |